# Cayo Sempronio Atratino
Cayo Sempronio Atratino (en latín, Caius Sempronius Atratinus) magistrado romano, hijo del tribuno consular Aulo Sempronio Atratino.

## Carrera política
Cónsul en 423 a. C., tuvo la conducción de la guerra contra los volscos. Debido a su negligencia y descuido, el ejército romano estuvo a punto de ser derrotado, y se salvó sólo gracias a los esfuerzos de Sexto Tempanio, uno de los oficiales de la caballería. La batalla fue indecisa, y la llegada de la noche puso fin a la misma, cuando ambos ejércitos abandonaron finalmente sus campamentos. 
La conducta de Atratino causó gran indignación en Roma, y en consecuencia fue acusado por el tribuno L. Hortensio, pero la acusación fue abandonada como consecuencia de los ruegos de Tempanius y tres de sus colegas, que habían servido bajo las órdenes de Atratino, y habían sido elegidos tribunos. 
La acusación contra Atratino se retomó, sin embargo, en 420 a. C. y Atratino fue condenado finalmente a pagar una fuerte multa